# Бочино (Новосибирская область)
Бочино — посёлок в Чулымском районе Новосибирской области. Входит в состав Куликовского сельсовета.

## География
Площадь посёлка — 18 га.

## Население
| 2002 | 2007 | 2010 |
| ---- | ---- | ---- |
| 25   | →25  | ↘18  |

## Инфраструктура
В посёлке по данным на 2007 год отсутствует социальная инфраструктура.